# Mausolée de la famille impériale à Vassouras
Le mausolée de la famille impériale, situé dans le cimetière de la Fraternité de Notre-Dame de la Conception à Vassouras, dans l'État de Rio de Janeiro au Brésil, est le lieu où reposent les restes du prince Pedro Henrique d'Orléans-Bragance et de son épouse, la princesse Marie-Élisabeth de Bavière, et où leurs descendants sont également enterrés,,,.
Le mausolée a été peint par les deux filles de Pedro Henrique et Marie-Élisabeth, les princesses Marie-Gabrielle et Marie-Thérèse d'Orléans-Bragance, qui sont peintres. Le mausolée impérial est orné des armoiries de la famille impériale, ainsi que des figures de saints de l'Église catholique.

## Liste des sépultures

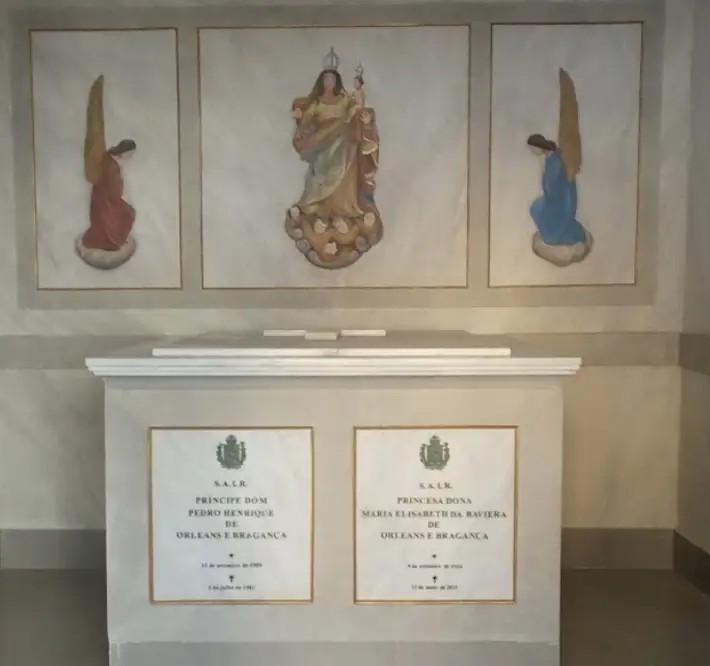
Sarcophage du prince Pedro Henrique et de la princesse Marie-Élisabeth dans la pièce maîtresse du mausolée impérial.

- Pedro Henrique d'Orléans-Bragance (1909-1981), chef de la maison impériale du Brésil
- Marie-Élisabeth de Bavière (1914-2011), épouse du prince Pedro Henrique[5],[6],[7]
- Pedro Luiz d'Orléans-Bragance (1983-2009), fils du prince Antônio d'Orléans-Bragance[8],[9],[10]
- Isabelle d'Orléans-Bragance (1944-2017), fille du prince Pedro Henrique et de la princesse Marie-Élisabeth[11],[12],[13]
- Antônio d'Orléans-Bragance (1950-2024), fils du prince Pedro Henrique et de la princesse Marie-Élisabeth[14]